# Liste der Monuments historiques in Maulévrier
Die Liste der Monuments historiques in Maulévrier führt die Monuments historiques in der französischen Gemeinde Maulévrier auf.

## Liste der Bauwerke
| Bezeichnung             | Beschreibung              | Standort | Kennzeichnung | Schutzstatus | Datum | Bild           |
| ----------------------- | ------------------------- | -------- | ------------- | ------------ | ----- | -------------- |
| Menhir La Pierre au sel | Neolithikum               | (Lage)   | PA00109177    | Classé       | 1975  | weitere Bilder |
| Schloss Colbert         | Erbaut im 17. Jahrhundert | (Lage)   | PA00109176    | Inscrit      | 1995  |                |

## Liste der Objekte
- Monuments historiques (Objekte) in Maulévrier in der Base Palissy des französischen Kultusministeriums